# Serratophyga
Serratophyga là một chi bướm đêm thuộc họ Geometridae.